# Viggen (Schiff)
Die Viggen ist eine Fähre der finnischen Reederei Ålandstrafiken.

## Geschichte
Die Fähre wurde unter der Baunummer 97/98 auf der Werft Uudenkaupungin Työvene in Uusikaupunki für Ålands Landskapsregering gebaut. Die Kiellegung fand am 1. Oktober 1997, der Stapellauf am 30. April 1998 statt. Fertigstellung und Ablieferung des Schiffes erfolgten am 28. September 1998.
Die Fähre wurde im Oktober 1998 auf der Strecke zwischen Åva und Osnäs in Dienst gestellt. Betrieben wird die Verbindung von der zur Rederiaktiebolaget Gustaf Erikson und zur Finlands Skärgårdsrederi gehörenden Reederei Ansgar.
Der Entwurf der Fähre stammte vom Schiffsarchitekturbüro ILS in Turku.

## Technische Daten und Ausstattung
Das Schiff wird von zwei Wärtsilä-Dieselmotoren des Typs 8L20 mit jeweils 1320 kW Leistung angetrieben. Die Motoren wirken über ein Getriebe auf einen Verstellpropeller. Das Schiff ist mit einem Bug- und einem Heckstrahlruder ausgestattet. Für die Stromversorgung an Bord stehen zwei von Sisu-Valmet-Dieselmotoren des Typs 612 DSJGM mit jeweils 136 kW Leistung angetriebene Generatoren zur Verfügung.
Die Fähre verfügt über ein durchlaufendes Fahrzeugdeck mit 130 Spurmetern. Dieses ist über eine Bug- und eine Heckrampe zugänglich. Vor der Bugrampe befindet sich ein nach oben aufklappbares Bugvisier. In das Fahrzeugdeck sind zwei weitere, höhenverstellbare Decks eingehängt. Das Fahrzeugdeck ist im hintersten Bereich des Decks offen.
Oberhalb des Fahrzeugdecks befindet sich ein Deck mit einem Aufenthaltsraum mit Kiosk für die Passagiere. Dahinter befindet sich ein Sonnendeck. Auf dem darüber liegenden Deck befinden sich die Einrichtungen für die Schiffsbesatzung. Die Brücke des Schiffs befindet sich im vorderen Bereich der Decksaufbauten. Sie ist über die gesamte Breite geschlossen und geht zur besseren Übersicht etwas über die Schiffsbreite hinaus. Der Rumpf des Schiffes ist eisverstärkt (Eisklasse 1A).
Das Schiff ist für die Küstenfahrt zugelassen. An Bord ist Platz für circa 58 Pkw. Die Fähre ist für 300 Passagiere zugelassen. Vermarktet wird die Fähre für 50 Pkw und 250 Passagiere.